# Luigi Roncagli (scultore)
Luigi Roncagli, talvolta indicato come Roncalli (1767), è stato uno scultore italiano attivo nella prima metà del XIX secolo.

## Biografia

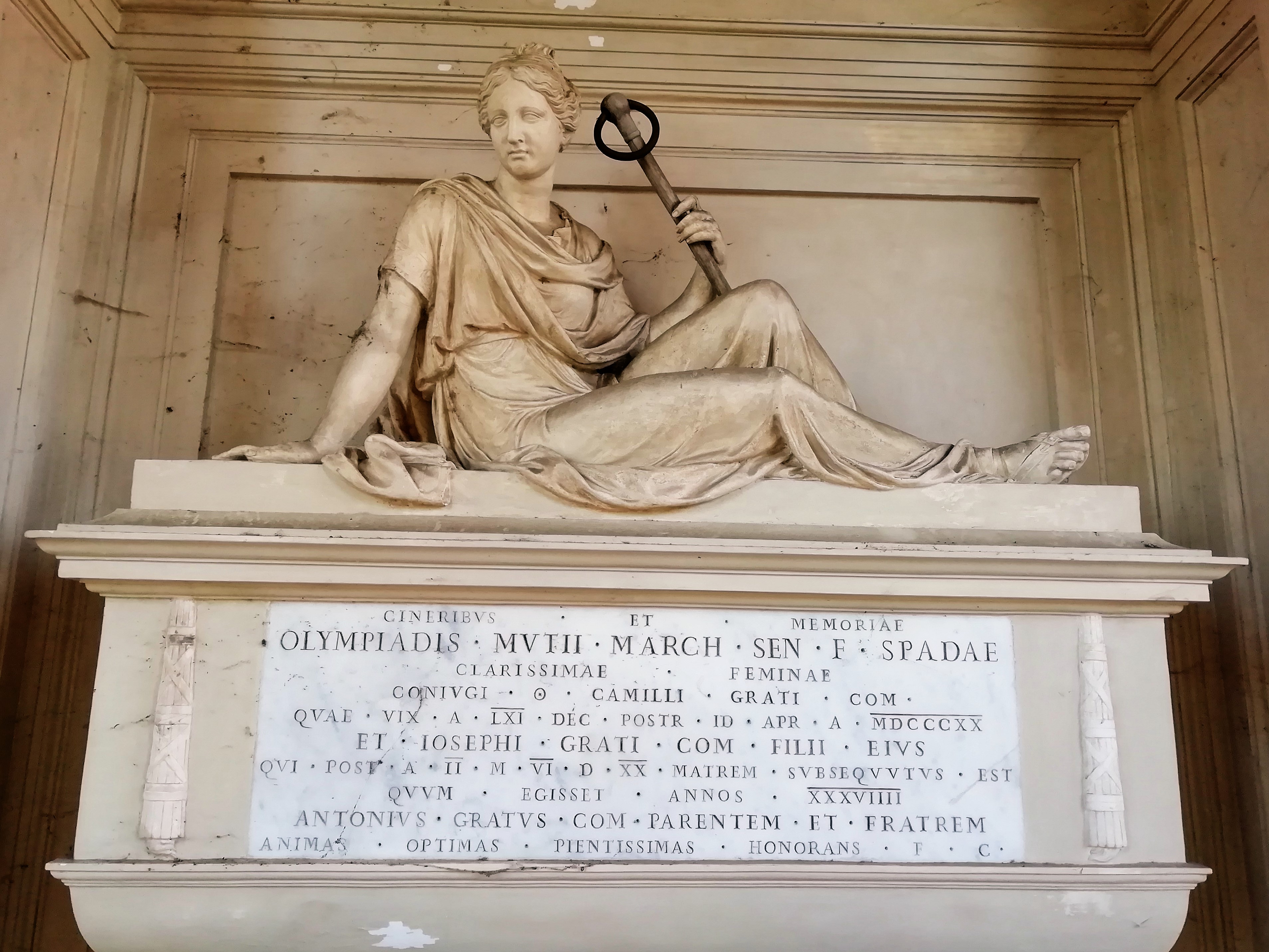
L'Allegoria della Speranza a tutto tondo del Monumento a Olimpia Spada (1821 ca.)

Studia all'Accademia di Bologna, partecipando a diversi premi e vincendone nel 1786 e 1791. Sotto gli insegnamenti di Giacomo De Maria dal 1803, risulta presente all'interno dell'istituzione sino al 1812. L'ultima notizia riscontrabile di questo artista, risale al 1832 riguardo alle lapidi dedicatorie per le statue nella chiesa di Chiesa di Santa Maria a Baricella.

## Stile
Risulta attivo, sia con opere di genere che funerarie, entrambe di ispirazione classicista: riguardo alle seconde, quelle relative alla Certosa felsinea si fermano al 1822-23. Le statue eseguite per la chiesa di Santa Maria a Baricella, risentono invece più dello stile purista e romantico.

## Opere

### Bologna
Certosa di Bologna
- Tomba Palmieri-Bocchi, Chiostro Terzo (sotto la direzione di Vincenzo Vannini)[1]
- Monumento di Olimpia Spada, post 1820, Chiostro Quinto[1][2][4][5]
- Sepolcro famiglia Cesari Demaria, 1823 su progetto di Luigi Marchesini[6] (opera dispersa ma documentata in fonti ottocentesche[1])
- Due putti reggenti un'urna, sepolcro Cella, databile 1822 (progetto di Giuseppe Tubertini), Chiostro Primo.[1]

Chiesa di Santa Caterina dove, con Giovanni Putti ed Alessandro Franceschi, nel 1832 decorò con statue e rilievi sia l'esterno che l'interno della chiesa, progettata da Ercole Gasparini in Strada Maggiore:
- Santa Caterina d'Alessandria[8]
- San Paolo[9]
- Santa Cecilia[10]
- Allegoria della Fede, rilievo, su disegno di Putti.[11]

### Baricella
Chiesa di Santa Maria:

- Immagine della M.V. Addolorata
- San Vincenzo Ferrer, Santa Joanna de Aza, Santa Maria Madgalena, San Disma.[13][14]

Chiesa di Santa Maria (Parrocchia della Natività di Maria):

- Sant'Anna, terracotta, facciata[16]
- San Gioacchino, terracotta, facciata.[17]

## Galleria d'immagini

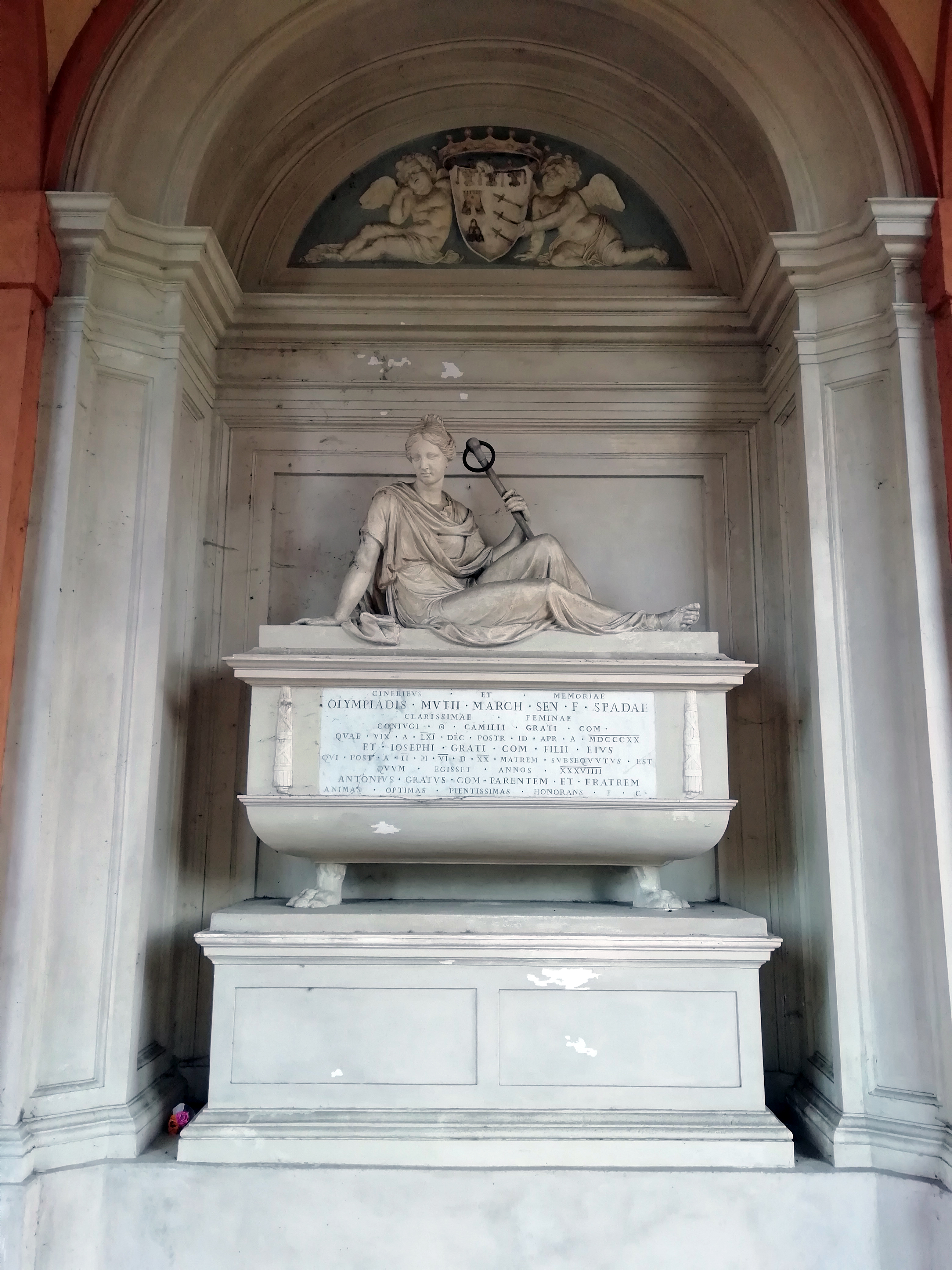
Monumento Olimpia Spada
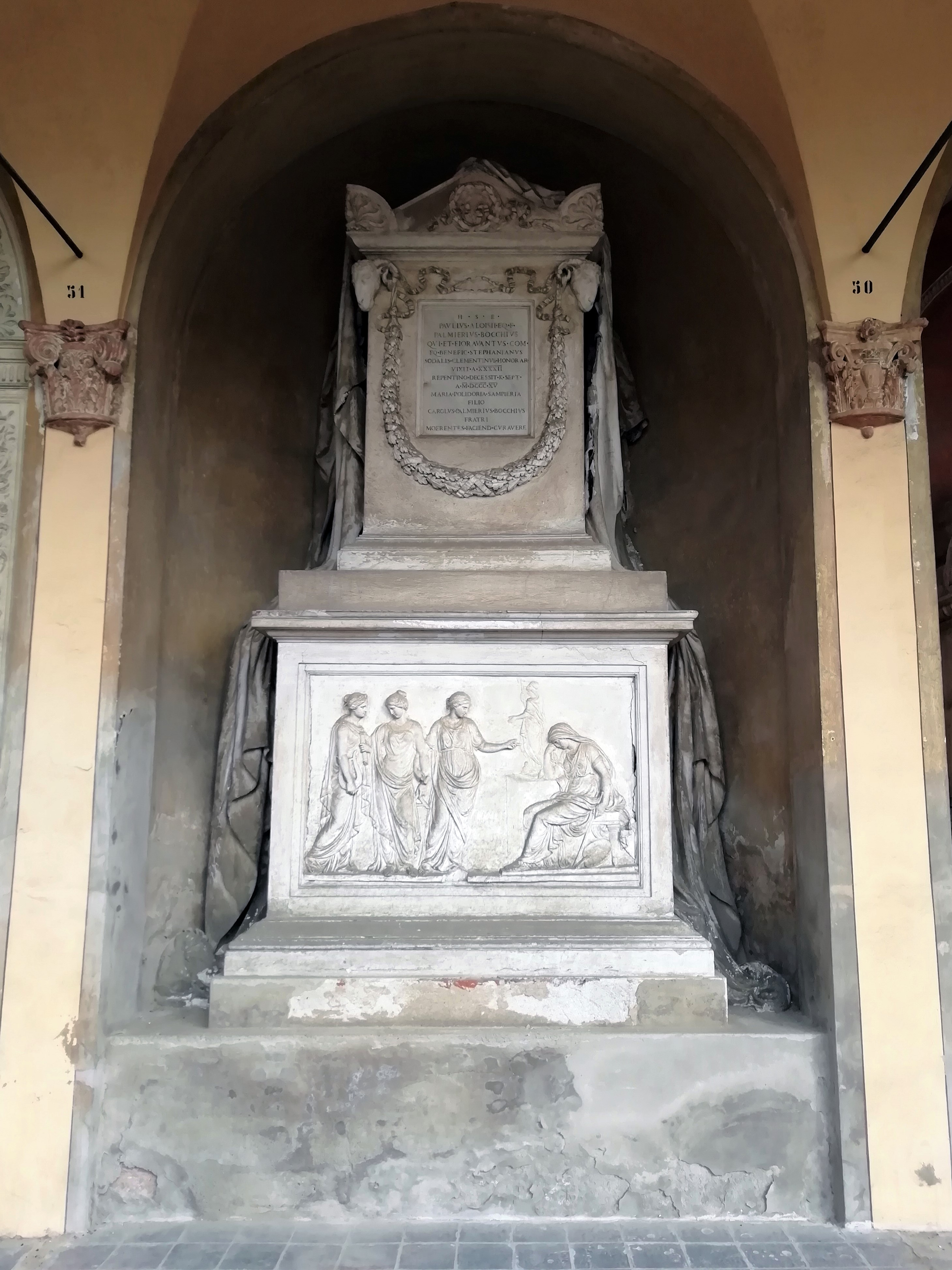
Tomba Palmieri Bocchi
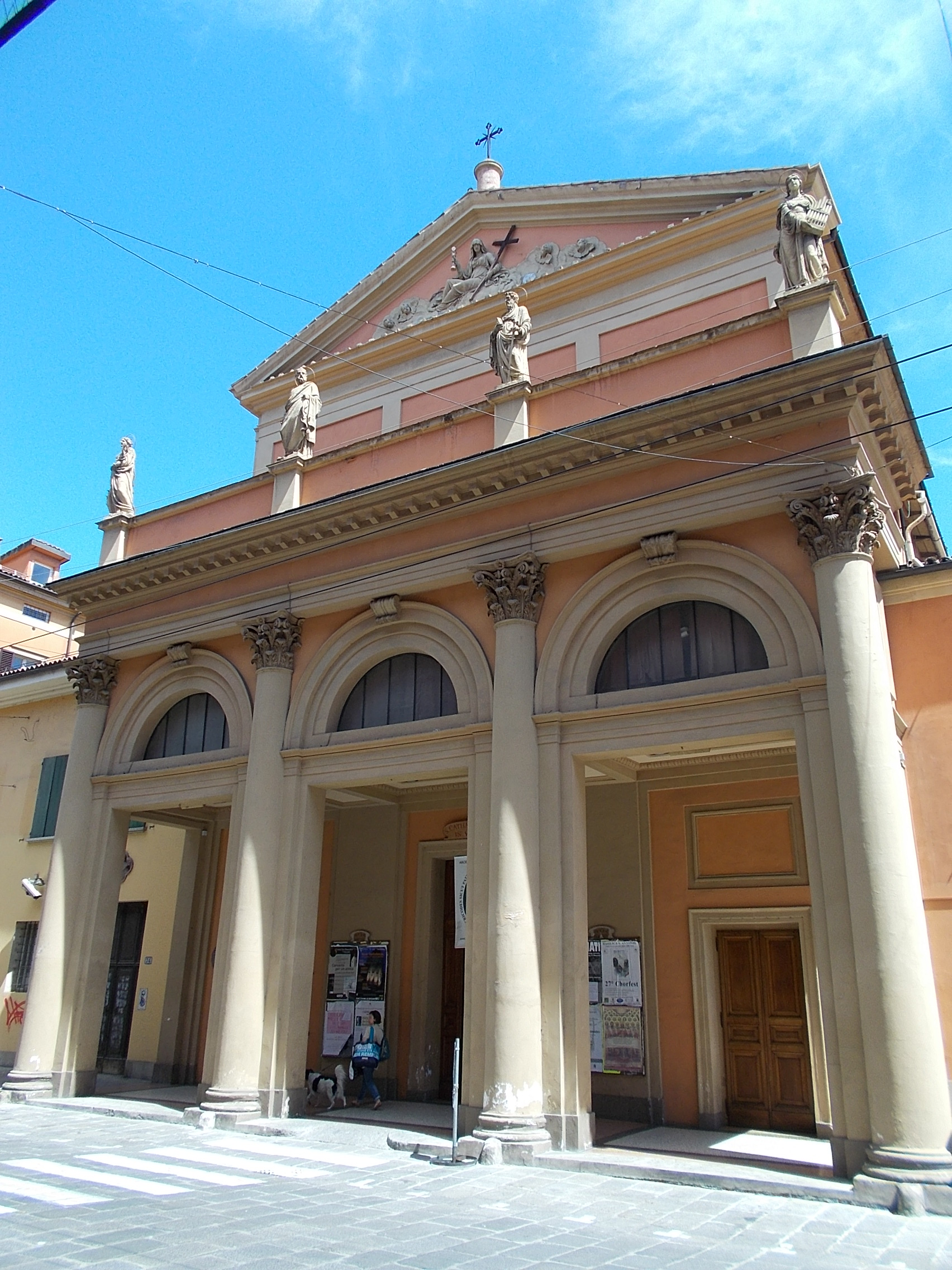
Chiesa di Santa Caterina